# 巴斯蒂歧鬚鮠
巴斯蒂歧鬚鮠，為輻鰭魚綱鯰形目倒立鯰科的其中一種，為熱帶淡水魚，分布於非洲象牙海岸的薩桑德拉河、邦達馬河及比亚河等流域，體長可達20.1公分，棲息在底中層水域，生活習性不明。